# Timasitheos van Croton
Timasitheos van Croton (Croton, rond 534 v.Chr.- moment van overlijden onbekend) was een oud-Griekse, Olympische worstelaar uit Croton in Calabrië in Zuid-Italië. In de late 6e en vroege 5e eeuw v.Chr. stond Croton bekend als thuisstad van een aantal belangrijke Olympische atleten. De beroemdste van hen was de worstelaar Milo van Croton; hij was in de jaren 540-516 v.Chr. Olympisch kampioen. In het jaar 512 v.Chr. stond de nog vrij jonge Timasitheos op de 67e Olympische Spelen in de finale van het worstelen tegenover Milo, die zeer waarschijnlijk al over de veertig was. Timasitheos ontweek het gevecht op handige wijze en was zo in staat om een nederlaag te vermijden. De informatie over het verloop van de strijd is niet eenduidig, maar hij lijkt onbeslist te zijn geëindigd, wat voor Timasitheos een groot succes was.

## Voetnoten
1. ↑  Er vanuitgaande dat Timasitheos ten tijde van de Olympische finale in 512 v.Chr. ongeveer 22 jaar oud was
2. ↑   Augusta Hönle: Olympia in der Politik der griechischen Statenwelt, Bebenhausen 1972, blz. 80-87.
3. ↑   De bron is Pausanias 6.14.5.
4. ↑   Joachim Ebert:Griechische Epigramme aug Sieger an gymnischen und hippischen Agonen, Berlijn 1972, blz. 182f.; Wolfgang Decker: Sport in der griechischen Antike, München 1995, blz. 132.